# Pristimantis insignitus
Pristimantis insignitus es una especie de anfibio anuro de la familia Craugastoridae.

## Distribución
Esta especie es endémica de la Sierra Nevada de Santa Marta, Colombia. Habita entre los 1530 y 2130 m de altitud en los departamentos de Magdalena y La Guajira.

## Publicación original
- Ruthven, 1917 : Description of a new species of Eleutherodactylus from Colombia. Occasional Papers of the Museum of Zoology University of Michigan, n.º 34, p. 1-3[5]